# 강희제의 가족

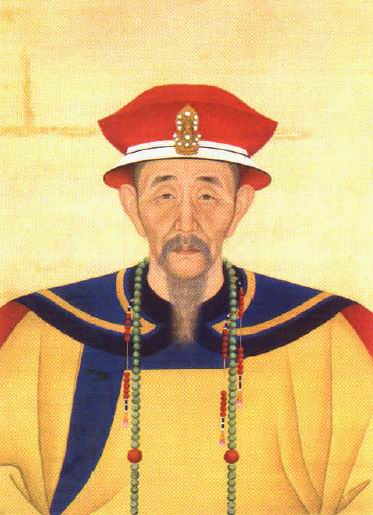
강희제

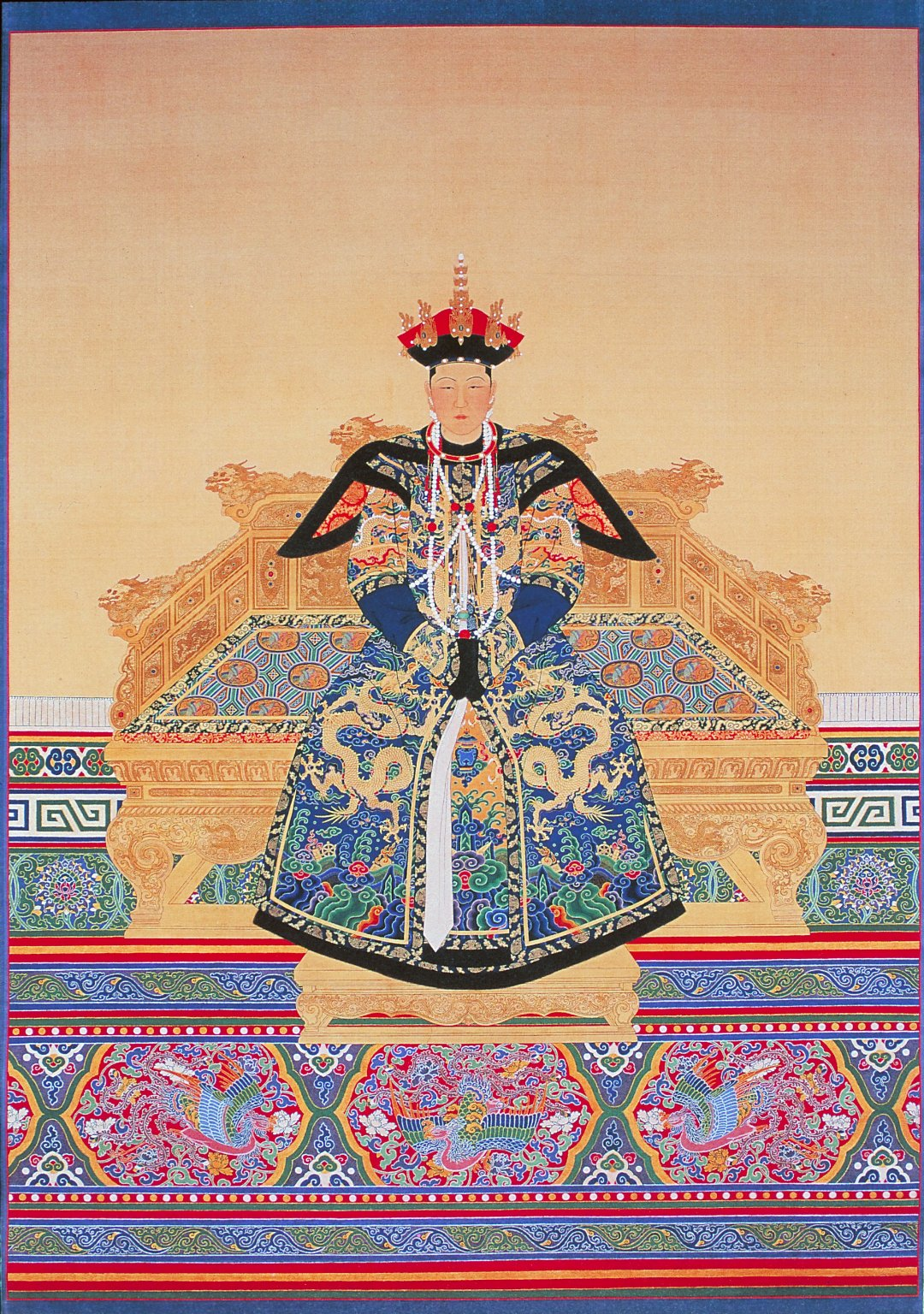
효성인황후

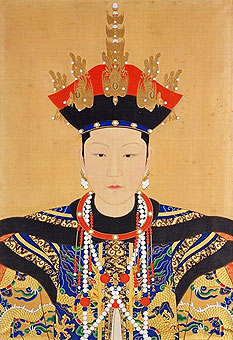
효소인황후

강희제(康熙帝)는 순치제와 효강장황후의 아들이다. 강희제는 4명의 황후와 3명의 황귀비, 3명의 귀비 등을 두었으며 첩지를 받은 후비가 모두 64명으로 중국의 역대 황제 중 가장 많은 후비를 거느렸다. 슬하에는 35남 20녀를 두었으나 이 중 아들 11명은 영·유아 때 요절하여 작위를 받지 못하였다.

### 조부모와 부모
- 조부: 태종 숭덕문황제(太宗 崇德文皇帝) 황태극(皇太極)
- 조모: 효장문황후 박이제길특씨(孝莊文皇后 博爾濟吉特氏)

- 부친: 세조 순치장황제(世祖 順治章皇帝) 복림(福臨)
- 모친: 효강장황후 동가씨(孝康章皇后 佟佳氏)

### 황후와 후궁
- 효성인황후 혁사리씨(孝誠仁皇后 赫舍里氏, 1653년 ~ 1674년) - 보정대신 색니의 손녀이자 갈포라의 딸. 색액도의 조카딸.
- 효소인황후 뉴호록씨(孝昭仁皇后 鈕祜祿氏, 1653년 ~ 1678년) - 보정대신 알필륭의 딸.
- 효의인황후 동가씨(孝懿仁皇后 佟佳氏, 1657년 ~ 1689년) - 효강장황후의 조카딸이자 강희제의 외사촌. 동국유의 딸.
- 효공인황후 오아씨(孝恭仁皇后 烏雅氏, 1660년 ~ 1724년) - 원래 칭호 덕비(德妃), 호군통령 위무의 딸.

- 각혜황귀비 동가씨(慤惠皇貴妃 佟佳氏)
- 돈이황귀비 과이가씨(惇怡皇貴妃 瓜爾佳氏)
- 경민황귀비 장가씨(敬敏皇貴妃 章佳氏)
- 온희귀비 뉴호록씨(溫僖貴妃 鈕祜祿氏)
- 순의밀비 왕씨(順懿密妃 王氏)
- 순유근비 진씨(純裕勤妃 陳氏)
- 혜비 납란씨(惠妃 納喇氏)
- 의비 곽락라씨(宜妃 郭絡羅氏)
- 영비 마가씨(榮妃 馬佳氏)
- 정비 만류합씨(定妃 萬琉哈氏)
- 선비 박이제길특씨(宣妃 博爾濟吉特氏)
- 성비 대가씨(成妃 戴佳氏)
- 양비 위씨(良妃 衛氏)
- 평비 혁사리씨(平妃 赫舍里氏)
- 혜비 박이제길특씨(慧妃 博爾濟吉特氏)
- 안빈 이씨(安嬪 李氏)
- 경빈 장가씨(敬嬪 章佳氏)
- 단빈 동씨(端嬪 董氏)
- 희빈 혁사리씨(僖嬪 赫舍里氏)
- 통빈 납라씨(通嬪 納喇氏)
- 양빈 고씨(襄嬪 高氏)
- 근빈 색혁도씨(謹嬪 色赫圖氏)
- 정빈 석씨(靜嬪 石氏)
- 희빈 진씨(熙嬪 陳氏)
- 목빈 진씨(穆嬪 陳氏)
- 남귀인 곽락라씨(藍貴人 郭絡羅氏)
- 포귀인 조가씨(布貴人 兆佳氏)
- 원귀인 원씨(袁貴人 袁氏)
- 이귀인 역씨(伊貴人 易氏)
- 소귀인 납란씨(小貴人 納喇氏)
- 귀인 납라씨(貴人 納喇氏)
- 귀인 진씨(貴人 陳氏)
- 서비 뉴호록씨(庶妃 鈕祜祿氏)
- 서비 장씨(庶妃 張氏)
- 서비 왕씨(庶妃 王氏)
- 서비 유씨(庶妃 劉氏)
- 서비 동씨(庶妃 董氏)
- 귀인 마씨(貴人 馬氏)
- 귀인 윤씨(貴人 尹氏)
- 귀인 늑씨(貴人 勒氏)
- 귀인 신씨(貴人 新氏)
- 귀인 문씨(貴人 文氏)
- 귀인 남씨(貴人 藍氏)
- 귀인 상씨(貴人 常氏)
- 상재 서씨(常在 徐氏)
- 상재 윤씨(常在 尹氏)
- 상재 색씨(常在 色氏)
- 상재 노씨(常在 路氏)
- 상재 수씨(常在 壽氏)
- 상재 상씨(常在 常氏)
- 상재 서씨(常在 瑞氏)
- 상재 귀씨(常在 貴氏)
- 상재 서씨(常在 徐氏)
- 상재 귀씨(常在 貴氏)
- 상재 석씨(常在 石氏)
- 답응 영씨(答應 靈氏)
- 답응 춘씨(答應 春氏)
- 답응 효씨(答應 曉氏)
- 답응 경씨(答應 慶氏)
- 답응 수씨(答應 秀氏)
- 답응 치씨(答應 治氏)
- 답응 묘씨(答應 妙氏)
- 답응 우씨(答應 牛氏)
- 답응 쌍씨(答應 雙氏)

### 자녀

#### 아들들
1. 직군왕 윤시(直郡王 胤禔, 1672년 ~ 1734년) - 혜비 납란씨 소생, 윤잉이 황태자에서 폐위된 직후 패자(貝子)로 작위가 격하됨.
2. 황태자 윤잉(皇太子 胤礽, 1674년 ~ 1725년) - 효성인황후 소생, 황태자에서 폐위된 후 황실 대동보에서 제명, 사후에 이밀친왕(理密親王)에 봉해짐.
3. 성은친왕 윤지(誠隱親王 胤祉, 1677년 ~ 1732년) - 영비 마가씨 소생. 옹정 연간에 군왕으로 작위가 격하되나 사후 복권됨.
4. 옹친왕 윤진(雍親王 胤禛, 1678년 ~ 1735년) - 효공인황후 소생, 제5대 황제 세종헌황제(世宗憲皇帝).
5. 항온친왕 윤기(恆溫親王 胤祺, 1679년 ~ 1732년) - 의비 곽락라씨 소생.
6. 윤조(胤祚, 1680년 ~ 1685년) - 효공인황후 소생.
7. 순도친왕 윤우(淳度親王 胤祐, 1680년 ~ 1730년) - 성비 대가씨 소생.
8. 염친왕 윤사(廉親王 胤禩, 1681년 ~ 1726년) - 양비 위씨 소생, 옹정 연간에 폐서인됨. 황실 대동보에서 제명.
9. 혁군왕 윤당(奕郡王 胤禟, 1683년 ~ 1726년) - 의비 곽락라씨 소생, 옹정 연간에 폐서인됨. 황실 대동보에서 제명.
10. 돈군왕 윤아(敦郡王 胤䄉, 1683년 ~ 1731년) - 온희귀비 소생, 옹정 연간에 폐서인됨. 황실 대동보에서 제명.
11. 윤자(胤禌,  1685년 ~ 1696년) - 의비 곽락라씨 소생.
12. 이의친왕 윤도(履懿親王 胤祹, 1685년 ~ 1764년) - 정비 만류합씨 소생.
13. 이현친왕 윤상(怡賢親王 胤祥, 1686년 ~ 1730년) - 경민황귀비 소생.
14. 순근군왕 윤제(恂勤郡王 胤禵, 1688년 ~ 1756년) - 효공인황후 소생. 패륵으로 작위가 격하되나 건륭 연간에 복권됨.
15. 유각군왕 윤우(愉恪郡王 胤禑, 1693년 ~ 1731년) - 순의밀비 소생.
16. 장각친왕 윤록(莊恪親王 胤祿, 1695년 ~ 1768년) - 순의밀비 소생.
17. 과의친왕 윤례(果毅親王 胤禮, 1697년 ~ 1738년) - 순유근비 소생.
18. 윤개(胤祄, 1701년 ~ 1708년) - 순의밀비 소생.
19. 윤직(胤禝, 1706년 ~ 1708년) - 양빈 고씨 소생.
20. 간정패륵 윤의(簡靖貝勒 胤禕, 1709년 ~ 1731년) - 양빈 고씨 소생.
21. 신정군왕 윤희(愼靖郡王 胤禧, 1711년 ~ 1758년) - 희빈 진씨 소생.
22. 공근패륵 윤호(恭勤貝勒 胤祜, 1711년 ~ 1743년) - 근빈 색혁도씨 소생.
23. 성패륵 윤기(誠貝勒 胤祈, 1713년 ~ 1785년) - 정빈 석씨 소생.
24. 함각군왕 윤비(諴恪親王 胤祕, 1716년 ~ 1773년) - 목빈 진씨 소생.

아래 15명은 모두 영·유아기에 사망하여 작위를 받지 못하였다.
- 승서(承瑞, 1667년 ~ 1670년) - 영비 마가씨 소생.
- 승호(承祜, 1669년 ~ 1672년) - 효성인황후 혁사리씨 소생.
- 승경(承慶, 1670년 ~ 1671년) - 혜비 납라씨 소생.
- 새음찰혼(賽音察渾, 1671년 ~ 1673년) - 영비 마가씨 소생.
- 장화(長華, 1674년) - 영비 마가씨 소생.
- 장생(長生, 1675년) - 영비 마가씨 소생.
- 만보(萬黼, 1675년) - 통빈 납라씨 소생.
- 윤찬(胤禶, 1679년) - 통빈 납라씨 소생.
- 윤위(胤禹, 1683년 ~ 1684년) - 귀인 곽락라씨 소생.
- 윤기(胤禨, 1691년) - 평비 혁사리씨 소생.
- 윤직(胤禝, 1702년 ~ 1704년) - 양빈 고씨 소생.
- 윤원(胤禐, 1718년) - 목빈 진씨 소생.

#### 딸들
1. 공주(1668년 ~ 1671년) - 서비 장씨 소생.
2. 공주(1671년 ~ 1673년) - 단빈 동씨 소생.
3. 고륜영헌공주(固倫榮憲公主, 1673년 ~ 1728년) - 영비 마가씨 소생.
4. 공주(1674년 ~ 1678년) - 서비 장씨 소생.
5. 화석단정공주(和碩端靜公主, 1674년 ~ 1710년) - 포귀인 조가씨 소생.
6. 고륜각정공주(固倫恪靖公主, 1679년 ~ 1735년) - 귀인 곽락라씨 소생.
7. 공주(1682년) - 효공인황후 소생.
8. 공주(1683년) - 효의인황후 소생.
9. 고륜온헌공주(固倫溫憲公主, 1683년 ~ 1702년) - 효공인황후 소생.
10. 고륜순각공주(固倫純慤公主, 1685년 ~ 1710년) - 통빈 납란씨 소생.
11. 공주(1685년 ~ 1686년) - 온희귀비 소생.
12. 공주(1686년 ~ 1697년) - 효공인황후 소생.
13. 화석온각공주(和碩溫恪公主, 1687년 ~ 1709년) - 경민황귀비 소생.
14. 화석각정공주(和碩慤靖公主, 1689년 ~ 1736년) - 귀인 원씨 소생.
15. 화석돈각공주(和碩敦恪公主, 1691년 ~ 1709년) - 경민황귀비 소생.
16. 공주(1695년 ~ 1707년) - 서비 왕씨 소생.
17. 공주(1698년 ~ 1700년) - 서비 유씨 소생.
18. 공주(1701년) - 돈이황귀비 소생.
19. 공주(1703년 ~ 1705년) - 양빈 고씨 소생.
20. 공주(1708년) - 서비 뉴호록씨 소생.

양녀
- 고륜순희공주(固倫純禧公主, 1671년 ~ 1741년) - 강희제의 조카딸이자 공친왕 상녕(恭親王 常寧)의 장녀.

## 참고 자료
- 《청사고》(淸史稿) - 〈성조인황제실록〉(聖祖仁皇帝實錄)